# Windows Server 2016
Windows Server 2016 (кодовое имя Windows Server vNext) — одиннадцатая основная версия операционной системы Windows NT, выпущенная корпорацией Microsoft под торговой маркой Windows Server. Она была разработана вместе с Windows 10 и является преемницей Windows Server 2012 R2, основанной на Windows 8.1. Первая предварительная версия (Technical Preview) стала доступна 1 октября 2014 года, одновременно с первой технической предварительной версией System Center. Windows Server 2016 была официально выпущена 26 сентября 2016 года на конференции Microsoft Ignite и стала общедоступной 12 октября 2016 года.
Основная поддержка Windows Server 2016 закончилась 11 января 2022 года, а расширенная поддержка завершится 12 января 2027 года. На смену Windows Server 2016 пришли Windows Server 2019 и Windows Server Semi-Annual Channel, выпущенный в 2017 году.

## Новые возможности

### Функции
- Механизм обновления ОС хостов кластера без его остановки (Cluster Operating System Rolling Upgrade) — это происходит через создание смешанного кластера Windows Server 2012 R2 и Windows Server vNext.
- Синхронная репликация хранилищ на уровне блоков с поддержкой географически распределенных кластеров.
- Виртуальный сетевой контроллер (software-defined networking stack) для одновременного управления физическими и виртуальными сетями.
- Новый формат файлов конфигурации виртуальных машин (.VMCX и .VMRS), с более высокой степенью защиты от сбоев на уровне хранилища. Также можно будет обновлять версии конфигурационных файлов.
- Можно создавать снэпшоты прямо из гостевой ОС.
- Полноценный Storage Quality of Service (QoS) — возможность динамического отслеживания производительности хранилищ и горячая миграция виртуальных машин при превышении этими хранилищами пороговых значений (IOPS).
- Изменения в самом Hyper-V: использование альтернативных аккаунтов (хранение нескольких учётных данных одного человека, возможность использования по времени), возможность управления предыдущими версиями Hyper-V в корпоративной инфраструктуре, обновление и улучшение протокола удалённого управления, возможность безопасной загрузки гостевых операционных систем Linux
- Возможность обновления Integration Services через Windows Update.
- «Горячее» добавление сетевых карт и оперативной памяти.
- Поддержка OpenGL и OpenCL для Remote Desktop.
- Возможности публикации приложений.
- Совместимость с режимом Connected Standby.
- Windows Defender: Windows Server Antimalware теперь установлена и включена по умолчанию без графического интерфейса[9]
- IIS 10: Добавлена поддержка протокола HTTP/2
- Windows PowerShell 5.0[10]
- Убран Telnet сервер.

### Сетевые возможности[11][12][13][14][15][16][17]
- DHCP: роль DHCP больше не поддерживает NAP.
- DNS-сервер: новые типы записей, улучшенная поддержка для компьютеров с несколькими сетевыми интерфейсами.
- Управление IP-адресами (IPAM): поддержка подсетей /31, /32 и /128, улучшенная интеграция управления DNS, DHCP и IP-адресами.
- Сетевой контроллер: новая роль для управления виртуальными и физическими сетевыми устройствами.
- Виртуализация сети Hyper-V: поддержка VXLAN и программируемого коммутатора Hyper-V.

### Hyper-V[18][19][20]
- Обновление кластера Hyper-V Rolling: возможность добавления узлов кластера с Windows Server 2012 R2.
- Качество обслуживания хранилища (QoS): для мониторинга и создания политик производительности хранилища.
- Новый двоичный формат конфигурации виртуальной машины: расширения .VMCX и .VMRS.
- Горячее добавление и удаление сетевых адаптеров и памяти.

| Возможности                                          | Версия Windows Server                               | Версия Windows Server                                           |
| ---------------------------------------------------- | --------------------------------------------------- | --------------------------------------------------------------- |
| Возможности                                          | 2012/2012 R2 Standard и Datacenter                  | 2016 Standard и Datacenter                                      |
| Поддержка физической памяти (узла)                   | До 4 ТБ на сервер                                   | До 24 ТБ на сервер (6 шт.)                                      |
| Поддержка физических логических процессоров (узла)   | До 320 логических процессоров                       | До 512 логических процессоров                                   |
| Поддержка памяти виртуальной машины                  | До 1 ТБ на виртуальную машину                       | До 12 ТБ на виртуальную машину (12 шт.)                         |
| Поддержка виртуальных процессоров виртуальной машины | До 64 виртуальных процессоров на виртуальную машину | До 240 виртуальных процессоров на виртуальную машину (3,75 шт.) |

| Возможности                                                                  | Версия Windows Server | Версия Windows Server | Версия Windows Server |
| Возможности                                                                  | 2008 R2               | 2012 R2               | 2016                  |
| ---------------------------------------------------------------------------- | --------------------- | --------------------- | --------------------- |
| Экранированные виртуальные машины                                            | Нет                   | Нет                   | Да                    |
| Администрирование по принципу «необходимого минимума»                        | Да                    | Да                    | Да                    |
| Администрирование по принципу «своевременного предоставления»                | Частично              | Да                    | Да                    |
| Защитник учётных данных                                                      | Нет                   | Нет                   | Да                    |
| Remote Credential Guard                                                      | Нет                   | Нет                   | Да                    |
| Защитник устройства                                                          | Нет                   | Нет                   | Да                    |
| AppLocker                                                                    | Частично              | Да                    | Да                    |
| Защитник Windows                                                             | Частично              | Частично              | Да                    |
| Защита потока управления                                                     | Нет                   | Нет                   | Да                    |
| Улучшенное обнаружение угроз                                                 | Нет                   | Частично              | Да                    |
| Последовательное обновление ОС кластера                                      | Нет                   | Нет                   | Да                    |
| Рабочие нагрузки Linux и FreeBSD                                             | Частично              | Частично              | Да                    |
| «Горячее» добавление и удаление дисков, памяти и сетей                       | Нет                   | Частично              | Да                    |
| RDS RemoteFX vGPU                                                            | Нет                   | Частично              | Да                    |
| Средства управления сервером                                                 | Частично              | Частично              | Да                    |
| Установка Nano Server                                                        | Нет                   | Нет                   | Да                    |
| Балансировка нагрузки виртуальных машин                                      | Нет                   | Нет                   | Да                    |
| Сетевой контроллер                                                           | Нет                   | Нет                   | Да                    |
| Микросегментация                                                             | Нет                   | Нет                   | Да                    |
| Балансировщик нагрузки программного обеспечения                              | Нет                   | Частично              | Да                    |
| Storage Spaces Direct                                                        | Нет                   | Нет                   | Да                    |
| Качество обслуживания для хранилища                                          | Нет                   | Частично              | Да                    |
| Дедупликация данных                                                          | Нет                   | Частично              | Да                    |
| Storage Replica                                                              | Нет                   | Нет                   | Да                    |
| Мониторинг работоспособности хранилища                                       | Нет                   | Нет                   | Да                    |
| Поддержка устройств высокой производительности NVMe                          | Нет                   | Да                    | Да                    |
| Постоянная память для обеспечения максимальной производительности приложения | Нет                   | Нет                   | Да                    |
| Масштабируемый файловый сервер                                               | Нет                   | Частично              | Да                    |
| Отказоустойчивость хранения виртуальной машины                               | Нет                   | Нет                   | Да                    |
| Контейнеры Windows Server                                                    | Нет                   | Нет                   | Да                    |
| Контейнеры Hyper-V                                                           | Нет                   | Нет                   | Да                    |
| Настройка требуемого состояния Windows PowerShell                            | Да                    | Да                    | Да                    |
| Windows PowerShell 5.1                                                       | Да                    | Да                    | Да                    |

## Редакции
Известны следующие редакции Windows Server 2016:
- Windows Server 2016 Standard
- Windows Server 2016 Datacenter
- Hyper-V Server 2016
- Windows Server 2016 Essentials
- Windows Storage Server 2016 Workgroup
- Windows Storage Server 2016 Standard

| Возможности, компоненты                                            | Возможности, компоненты                                            | Редакция Windows Server 2016                                       | Редакция Windows Server 2016                                                |
| Возможности, компоненты                                            | Возможности, компоненты                                            | Standard                                                           | Datacenter                                                                  |
| ------------------------------------------------------------------ | ------------------------------------------------------------------ | ------------------------------------------------------------------ | --------------------------------------------------------------------------- |
| Максимальное число пользователей                                   | Максимальное число пользователей                                   | По числу клиентских лицензий                                       | По числу клиентских лицензий                                                |
| Максимальное число подключений SMB                                 | Максимальное число подключений SMB                                 | 16 777 216                                                         | 16 777 216                                                                  |
| Максимальное число подключений RRAS                                | Максимальное число подключений RRAS                                | Без ограничений                                                    | Без ограничений                                                             |
| Максимальное число подключений IAS                                 | Максимальное число подключений IAS                                 | 2 147 483 647                                                      | 2 147 483 647                                                               |
| Максимальное число подключений RDS                                 | Максимальное число подключений RDS                                 | 65 535                                                             | 65 535                                                                      |
| Максимальное число сокетов в 64-разрядной версии                   | Максимальное число сокетов в 64-разрядной версии                   | 64                                                                 | 64                                                                          |
| Максимальное число ядер                                            | Максимальное число ядер                                            | Без ограничений                                                    | Без ограничений                                                             |
| Максимальный объём ОЗУ                                             | Максимальный объём ОЗУ                                             | 24 ТБ                                                              | 24 ТБ                                                                       |
| Можно использовать как гостевую службу виртуализации               | Можно использовать как гостевую службу виртуализации               | 2 виртуальные машины и один узел Hyper-V на лицензию               | Неограниченное количество виртуальных машин и один узел Hyper-V на лицензию |
| Сервер может присоединиться к домену                               | Сервер может присоединиться к домену                               | Да                                                                 | Да                                                                          |
| Защита периметра сети или брандмауэр                               | Защита периметра сети или брандмауэр                               | Нет                                                                | Нет                                                                         |
| DirectAccess                                                       | DirectAccess                                                       | Да                                                                 | Да                                                                          |
| DLNA-кодеки и потоковая передача мультимедиа в Интернете           | DLNA-кодеки и потоковая передача мультимедиа в Интернете           | Если продукт установлен как сервер с возможностями рабочего стола  | Если продукт установлен как сервер с возможностями рабочего стола           |
| Службы сертификатов Active Directory                               | Службы сертификатов Active Directory                               | Да                                                                 | Да                                                                          |
| Доменные службы Active Directory                                   | Доменные службы Active Directory                                   | Да                                                                 | Да                                                                          |
| Службы федерации Active Directory (AD FS)                          | Службы федерации Active Directory (AD FS)                          | Да                                                                 | Да                                                                          |
| Службы Active Directory облегченного доступа к каталогам (AD LDS)  | Службы Active Directory облегченного доступа к каталогам (AD LDS)  | Да                                                                 | Да                                                                          |
| Службы управления правами Active Directory (AD RMS)                | Службы управления правами Active Directory (AD RMS)                | Да                                                                 | Да                                                                          |
| Подтверждение работоспособности устройств                          | Подтверждение работоспособности устройств                          | Да                                                                 | Да                                                                          |
| DHCP-сервер                                                        | DHCP-сервер                                                        | Да                                                                 | Да                                                                          |
| DNS-сервер                                                         | DNS-сервер                                                         | Да                                                                 | Да                                                                          |
| Факс-сервер                                                        | Факс-сервер                                                        | Да                                                                 | Да                                                                          |
| Файловые службы и службы хранилища                                 | Файловый сервер                                                    | Да                                                                 | Да                                                                          |
| Файловые службы и службы хранилища                                 | Служба BranchCache для сетевых файлов                              | Да                                                                 | Да                                                                          |
| Файловые службы и службы хранилища                                 | Дедупликация данных                                                | Да                                                                 | Да                                                                          |
| Файловые службы и службы хранилища                                 | Пространства имен DFS                                              | Да                                                                 | Да                                                                          |
| Файловые службы и службы хранилища                                 | Репликация DFS                                                     | Да                                                                 | Да                                                                          |
| Файловые службы и службы хранилища                                 | Диспетчер ресурсов файлового сервера                               | Да                                                                 | Да                                                                          |
| Файловые службы и службы хранилища                                 | Служба агента VSS файлового сервера                                | Да                                                                 | Да                                                                          |
| Файловые службы и службы хранилища                                 | Целевой сервер iSCSI                                               | Да                                                                 | Да                                                                          |
| Файловые службы и службы хранилища                                 | Поставщик хранилища цели iSCSI                                     | Да                                                                 | Да                                                                          |
| Файловые службы и службы хранилища                                 | Сервер для NFS                                                     | Да                                                                 | Да                                                                          |
| Файловые службы и службы хранилища                                 | Рабочие папки                                                      | Да                                                                 | Да                                                                          |
| Файловые службы и службы хранилища                                 | Службы хранения                                                    | Да                                                                 | Да                                                                          |
| Служба защиты узла                                                 | Служба защиты узла                                                 | Да                                                                 | Да                                                                          |
| Hyper-V                                                            | Hyper-V                                                            | Да                                                                 | Включая экранированные виртуальные машины                                   |
| Службы MultiPoint                                                  | Службы MultiPoint                                                  | Да                                                                 | Да                                                                          |
| Сетевой контроллер                                                 | Сетевой контроллер                                                 | Нет                                                                | Да                                                                          |
| Службы политики сети и доступа                                     | Службы политики сети и доступа                                     | Если продукт установлен как сервер с возможностями рабочего стола  | Если продукт установлен как сервер с возможностями рабочего стола           |
| Службы печати и документов                                         | Службы печати и документов                                         | Да                                                                 | Да                                                                          |
| Удаленный доступ                                                   | Удаленный доступ                                                   | Да                                                                 | Да                                                                          |
| Службы удаленных рабочих столов                                    | Службы удаленных рабочих столов                                    | Да                                                                 | Да                                                                          |
| Службы активации корпоративных лицензий                            | Службы активации корпоративных лицензий                            | Да                                                                 | Да                                                                          |
| Веб-службы (IIS)                                                   | Веб-службы (IIS)                                                   | Да                                                                 | Да                                                                          |
| Службы развертывания Windows                                       | Службы развертывания Windows                                       | Если продукт установлен как сервер с возможностями рабочего стола  | Если продукт установлен как сервер с возможностями рабочего стола           |
| Режим Windows Server Essentials                                    | Режим Windows Server Essentials                                    | Да                                                                 | Да                                                                          |
| Службы Windows Server Update Services                              | Службы Windows Server Update Services                              | Да                                                                 | Да                                                                          |
| .NET Framework 3.5                                                 | .NET Framework 3.5                                                 | Да                                                                 | Да                                                                          |
| .NET Framework 4.6                                                 | .NET Framework 4.6                                                 | Да                                                                 | Да                                                                          |
| Фоновая интеллектуальная служба передачи (BITS)                    | Фоновая интеллектуальная служба передачи (BITS)                    | Да                                                                 | Да                                                                          |
| Шифрование диска BitLocker                                         | Шифрование диска BitLocker                                         | Да                                                                 | Да                                                                          |
| Сетевая разблокировка BitLocker                                    | Сетевая разблокировка BitLocker                                    | Если продукт установлен как сервер с возможностями рабочего стола  | Если продукт установлен как сервер с возможностями рабочего стола           |
| BranchCache                                                        | BranchCache                                                        | Да                                                                 | Да                                                                          |
| Клиент для NFS                                                     | Клиент для NFS                                                     | Да                                                                 | Да                                                                          |
| Контейнеры                                                         | Контейнеры                                                         | Контейнеры Windows — без ограничений; контейнеры Hyper-V — до двух | Все типы контейнеров— без ограничений                                       |
| Мост для центра обработки данных                                   | Мост для центра обработки данных                                   | Да                                                                 | Да                                                                          |
| Direct Play                                                        | Direct Play                                                        | Если продукт установлен как сервер с возможностями рабочего стола  | Если продукт установлен как сервер с возможностями рабочего стола           |
| Enhanced Storage                                                   | Enhanced Storage                                                   | Да                                                                 | Да                                                                          |
| Отказоустойчивая кластеризация                                     | Отказоустойчивая кластеризация                                     | Да                                                                 | Да                                                                          |
| Управление групповой политикой                                     | Управление групповой политикой                                     | Да                                                                 | Да                                                                          |
| Поддержка защиты узла Hyper-V                                      | Поддержка защиты узла Hyper-V                                      | Нет                                                                | Да                                                                          |
| Качество обслуживания ввода-вывода                                 | Качество обслуживания ввода-вывода                                 | Да                                                                 | Да                                                                          |
| Внедряемое веб-ядро служб IIS                                      | Внедряемое веб-ядро служб IIS                                      | Да                                                                 | Да                                                                          |
| Клиент печати через Интернет                                       | Клиент печати через Интернет                                       | Если продукт установлен как сервер с возможностями рабочего стола  | Если продукт установлен как сервер с возможностями рабочего стола           |
| IPAM-сервер                                                        | IPAM-сервер                                                        | Да                                                                 | Да                                                                          |
| Службы iSNS-сервера                                                | Службы iSNS-сервера                                                | Да                                                                 | Да                                                                          |
| Монитор порта LPR                                                  | Монитор порта LPR                                                  | Если продукт установлен как сервер с возможностями рабочего стола  | Если продукт установлен как сервер с возможностями рабочего стола           |
| Расширение IIS OData для управления                                | Расширение IIS OData для управления                                | Да                                                                 | Да                                                                          |
| Media Foundation                                                   | Media Foundation                                                   | Да                                                                 | Да                                                                          |
| Очередь сообщений                                                  | Очередь сообщений                                                  | Да                                                                 | Да                                                                          |
| Multipath I/O                                                      | Multipath I/O                                                      | Да                                                                 | Да                                                                          |
| Соединитель MultiPoint                                             | Соединитель MultiPoint                                             | Да                                                                 | Да                                                                          |
| Балансировка сетевой нагрузки                                      | Балансировка сетевой нагрузки                                      | Да                                                                 | Да                                                                          |
| Протокол однорангового разрешения имен (PNRP)                      | Протокол однорангового разрешения имен (PNRP)                      | Да                                                                 | Да                                                                          |
| Quality Windows Audio Video Experience (qWave)                     | Quality Windows Audio Video Experience (qWave)                     | Да                                                                 | Да                                                                          |
| Пакет администрирования диспетчера подключений RAS                 | Пакет администрирования диспетчера подключений RAS                 | Если продукт установлен как сервер с возможностями рабочего стола  | Если продукт установлен как сервер с возможностями рабочего стола           |
| Удаленная помощь                                                   |                                                                    | Если продукт установлен как сервер с возможностями рабочего стола  | Если продукт установлен как сервер с возможностями рабочего стола           |
| Удаленное разностное сжатие;                                       | Удаленное разностное сжатие;                                       | Да                                                                 | Да                                                                          |
| RSAT                                                               | RSAT                                                               | Да                                                                 | Да                                                                          |
| RPC-через-HTTP-прокси                                              | RPC-через-HTTP-прокси                                              | Да                                                                 | Да                                                                          |
| Коллекция событий установки и загрузки                             | Коллекция событий установки и загрузки                             | Да                                                                 | Да                                                                          |
| Простые службы TCP/IP                                              | Простые службы TCP/IP                                              | Если продукт установлен как сервер с возможностями рабочего стола  | Если продукт установлен как сервер с возможностями рабочего стола           |
| Поддержка протоколов общего доступа к файлам SMB 1.0 и CIFS        | Поддержка протоколов общего доступа к файлам SMB 1.0 и CIFS        | Да                                                                 | Да                                                                          |
| Ограничение пропускной способности SMB                             | Ограничение пропускной способности SMB                             | Да                                                                 | Да                                                                          |
| SMTP-сервер                                                        | SMTP-сервер                                                        | Да                                                                 | Да                                                                          |
| Служба SNMP                                                        | Служба SNMP                                                        | Да                                                                 | Да                                                                          |
| Подсистема балансировки нагрузки программного обеспечения          | Подсистема балансировки нагрузки программного обеспечения          | Да                                                                 | Да                                                                          |
| Реплика хранилища                                                  | Реплика хранилища                                                  | Нет                                                                | Да                                                                          |
| Клиент Telnet                                                      | Клиент Telnet                                                      | Да                                                                 | Да                                                                          |
| TFTP-клиент                                                        | TFTP-клиент                                                        | Если продукт установлен как сервер с возможностями рабочего стола  | Если продукт установлен как сервер с возможностями рабочего стола           |
| Средства экранирования виртуальных машин для управления структурой | Средства экранирования виртуальных машин для управления структурой | Да                                                                 | Да                                                                          |
| Перенаправитель WebDAV                                             | Перенаправитель WebDAV                                             | Да                                                                 | Да                                                                          |
| Биометрическая платформа Windows                                   | Биометрическая платформа Windows                                   | Если продукт установлен как сервер с возможностями рабочего стола  | Если продукт установлен как сервер с возможностями рабочего стола           |
| Компоненты Защитника Windows                                       | Компоненты Защитника Windows                                       | Да                                                                 | Да                                                                          |
| Windows Identity Foundation 3.5                                    | Windows Identity Foundation 3.5                                    | Если продукт установлен как сервер с возможностями рабочего стола  | Если продукт установлен как сервер с возможностями рабочего стола           |
| Внутренняя база данных Windows                                     | Внутренняя база данных Windows                                     | Да                                                                 | Да                                                                          |
| Windows PowerShell                                                 | Windows PowerShell                                                 | Да                                                                 | Да                                                                          |
| Служба активации процессов Windows                                 | Служба активации процессов Windows                                 | Да                                                                 | Да                                                                          |
| Служба Windows Search                                              | Служба Windows Search                                              | Если продукт установлен как сервер с возможностями рабочего стола  | Если продукт установлен как сервер с возможностями рабочего стола           |
| Система архивации данных Windows Server                            | Система архивации данных Windows Server                            | Да                                                                 | Да                                                                          |
| Средства миграции Windows Server                                   | Средства миграции Windows Server                                   | Да                                                                 | Да                                                                          |
| Стандартизированное управление хранилищами Windows                 | Стандартизированное управление хранилищами Windows                 | Да                                                                 | Да                                                                          |
| Фильтры Windows TIFF IFilter                                       | Фильтры Windows TIFF IFilter                                       | Если продукт установлен как сервер с возможностями рабочего стола  | Если продукт установлен как сервер с возможностями рабочего стола           |
| Расширение IIS WinRM                                               | Расширение IIS WinRM                                               | Да                                                                 | Да                                                                          |
| WINS-сервер                                                        | WINS-сервер                                                        | Да                                                                 | Да                                                                          |
| Служба беспроводной локальной сети                                 | Служба беспроводной локальной сети                                 | Да                                                                 | Да                                                                          |
| поддержка WoW64                                                    | поддержка WoW64                                                    | Да                                                                 | Да                                                                          |
| Средство просмотра XPS                                             | Средство просмотра XPS                                             | Да                                                                 | Да                                                                          |
| Анализатор соответствия рекомендациям                              | Анализатор соответствия рекомендациям                              | Да                                                                 | Да                                                                          |
| Прямой доступ                                                      | Прямой доступ                                                      | Да                                                                 | Да                                                                          |
| Динамическая память (в виртуализации)                              | Динамическая память (в виртуализации)                              | Да                                                                 | Да                                                                          |
| «Горячее» добавление и удаление оперативной памяти                 | «Горячее» добавление и удаление оперативной памяти                 | Да                                                                 | Да                                                                          |
| Microsoft Management Console (MMC)                                 | Microsoft Management Console (MMC)                                 | Да                                                                 | Да                                                                          |
| Минимальный интерфейс сервера                                      | Минимальный интерфейс сервера                                      | Да                                                                 | Да                                                                          |
| Балансировка сетевой нагрузки                                      | Балансировка сетевой нагрузки                                      | Да                                                                 | Да                                                                          |
| Установка основных серверных компонентов                           | Установка основных серверных компонентов                           | Да                                                                 | Да                                                                          |
| Вариант установки Nano Server                                      | Вариант установки Nano Server                                      | Да                                                                 | Да                                                                          |
| Диспетчер серверов                                                 | Диспетчер серверов                                                 | Да                                                                 | Да                                                                          |
| SMB Direct и SMB через RDMA                                        | SMB Direct и SMB через RDMA                                        | Да                                                                 | Да                                                                          |
| Программно-конфигурируемая сеть                                    | Программно-конфигурируемая сеть                                    | Нет                                                                | Да                                                                          |
| Служба управления хранилищами                                      | Служба управления хранилищами                                      | Да                                                                 | Да                                                                          |
| Дисковые пространства                                              | Дисковые пространства                                              | Да                                                                 | Да                                                                          |
| Локальные дисковые пространства                                    | Локальные дисковые пространства                                    | Нет                                                                | Да                                                                          |
| Службы активации корпоративных лицензий                            | Службы активации корпоративных лицензий                            | Да                                                                 | Да                                                                          |
| Интеграция со службами теневого копирования (VSS)                  | Интеграция со службами теневого копирования (VSS)                  | Да                                                                 | Да                                                                          |
| Службы Windows Server Update Services                              | Службы Windows Server Update Services                              | Да                                                                 | Да                                                                          |
| Диспетчер системных ресурсов Windows                               | Диспетчер системных ресурсов Windows                               | Да                                                                 | Да                                                                          |
| Учет серверных лицензий                                            | Учет серверных лицензий                                            | Да                                                                 | Да                                                                          |
| Наследование активаций                                             | Наследование активаций                                             | Как гость, если служба размещена в редакции Datacenter             | На узле или как гость                                                       |

## Разработка
Сатья Наделла реорганизовал компанию Microsoft, объединив команды Server и System Center. В марте 2017 года была продемонстрирована версия Server 2016, работающая на архитектуре ARMv8-A.

### Предварительные релизы
Публичная бета-версия Windows Server 2016 была выпущена 1 октября 2014 года. В дальнейшем были выпущены несколько технических предварительных версий, каждая из которых предлагала новые функции и улучшения.

### Публичный релиз
Windows Server 2016 был официально представлен на конференции Microsoft Ignite 26 сентября 2016 года. Лицензирование теперь производится по количеству ядер ЦП, а не по количеству сокетов, что изменяет структуру лицензирования.

## Обновления и поддержка
Windows Server имеет 2 варианта поддержки — «Полугодовой канал» (англ. — Semi-Annual Channel) и «Канал долгосрочного обслуживания» (англ. — Long-term Servicing Channel, LTSC) аналогично Windows 10.
Версии на «полугодовом канале» выходят 2 раза в год, каждая из которых поддерживается 18 месяцев и нумеруется по году и месяцу окончания разработки RTM версии. Например, разработка RTM версии Windows Server 1709 была завершена в сентябре 2017 года.
Версии, которые выходят на «канале долгосрочного обслуживания» имеют 5 лет основной и 5 лет расширенной поддержки. Нумерация версии означает год выпуска. Например, Windows Server 2016 была выпущена в 2016 году.
| Канал обновлений                   | Полугодовой канал           | LTSC                                                 |
| Описание                           | Короткий срок поддержки     | Долгосрочное обслуживание                            |
| ---------------------------------- | --------------------------- | ---------------------------------------------------- |
| Частота обновлений версий          | 2 раза в год                | Раз в 2-3 года                                       |
| Поддержка                          | 18 месяцев                  | 5 лет основной поддержки 5 лет расширенной поддержки |
| Доступность                        | Гарантийное ПО и Azure      | Все каналы                                           |
| Наименование версий                | Windows Server, версия ГГММ | Windows Server ГГГГ                                  |
| Nano Server                        | Да                          | Да                                                   |
| Основные серверные компоненты      | Да                          | Нет                                                  |
| Windows Server в настольной версии | Нет                         | Да                                                   |

По состоянию на январь 2018 года актуальная версия Windows Server на «Полугодовом канале» — 1709, на «канале долгосрочного обслуживания» — 2016.

### Полугодовые выпуски канала[35][36][37]
- Версия 1709: выпущена 17 октября 2017 года, стала первым продуктом Windows Server в рамках цикла Semi-Annual Channel.
- Версия 1803: вторая версия в рамках Semi-Annual Channel, выпущенная в апреле 2018 года[38].

Таким образом, Windows Server 2016 представляет собой мощную операционную систему с множеством новых функций и улучшений, обеспечивая поддержку современных технологий и требований бизнеса.

### Обновление с Windows Server 2012 и Windows Server 2012 R2
Пользователи Windows Server 2012 и Windows Server 2012 R2 могут обновиться до Windows Server 2016
| Редакция Windows Server 2012 до обновления | Редакция Windows Server 2012 R2 до обновления | Редакция Windows Server 2016 после обновления                                              |
| ------------------------------------------ | --------------------------------------------- | ------------------------------------------------------------------------------------------ |
| Standard                                   | Standard                                      | Standard или Datacenter                                                                    |
| Datacenter                                 |                                               |                                                                                            |
|                                            | Hyper-V Server 2012 R2                        | Hyper-V Server 2016 (с использованием компонента последовательного обновления ОС кластера) |
|                                            | Essentials                                    |                                                                                            |
| Standard                                   |                                               |                                                                                            |
| Workgroup                                  |                                               |                                                                                            |

### Программа предварительной оценки Windows Server
Начиная с Windows Server 1709 пользователи могут участвовать в программе предварительной оценки Windows Server (Windows Server Insider Program) по аналогии с Windows 10. Любой пользователь может оказать свою помощь в создании и совершенствовании новой операционной системы Windows Server вместе с разработчиками и получать предварительные сборки ОС.
Для участия необходимо зарегистрироваться на сайте программы предварительной оценки и иметь лицензионную WIndows Server не ниже версии 1709. Пользователи могли скачивать предварительные сборки ОС вручную с мая 2017 года.
В настоящее время программой предварительной оценки руководит Дона Саркар.

## История версий
| Легенда: | Старая версия | Старая поддерживаемая версия | Текущая версия | Тестовая версия | Будущая версия |

| История версий Windows Server 2016 | История версий Windows Server 2016 | История версий Windows Server 2016 | История версий Windows Server 2016 |
| Версия                             | Релиз                              | Дата выпуска                       | Изменения |
| ---------------------------------- | ---------------------------------- | ---------------------------------- | --- |
| 10.0.09841                         | 10.0.9841 Technical Preview 1      | 1 октября 2014 года                | - Первый выпуск |
| 10.0.10074                         | 10.0.10074 Technical Preview 2     | 4 мая 2015 года                    | - Редакция «Нано Сервер» - Hyper-V: горячее добавление и удаление памяти и NIC; resilient virtual machines to keep running even when their cluster fabric fails - обновления для Hyper-V и Storage clusters - Сеть: Converged NIC across tenant and RDMA traffic; PacketDirect on 40G - Хранилище: Virtual Machine Storage Path resiliency; Storage Spaces Direct to aggregate Storage Spaces across multiple servers; Storage Replica - Безопасность: Host Guardian Service, helping to keep trust and isolation boundary between the cloud infrastructure and guest OS layers; Just Enough Administration, restricting users to perform only specific tasks - Управление: PowerShell Desired State Configuration; PowerShell Package Manager; Windows Management Framework 5.0 April Preview and DSC Resource Kit - Другое: Conditional access control in AD FS; application authentication support for OpenID Connect and OAuth; full OpenGL support with RDS for VDI; Server-side support for HTTP/2, including header compression, connection multiplexing and server push |
| 10.0.10537                         | 10.0.10537 Technical Preview 3     | 29 августа 2015 года               | - Windows Server Контейнеры - Active Directory Federation Services (AD FS): authentication of users stored in Lightweight Directory Access Protocol (LDAP) directories |
| 10.0.10586                         | 10.0.10586 Technical Preview 4     | 19 ноября 2015 года                | - Нано Сервер Поддерживает DNS Сервера и IIS сервер roles, as well as MPIO, VMM, SCOM, DSC push mode, DCB, Windows Server Installer, and the WMI provider для Windows Update. Its Recovery Console supports editing and repairing the network configuration. A Windows PowerShell module is now available to simplify building Nano Server images. - Hyper-V Containers encapsulates each container in a light weight virtual machine. |
| 10.0.14300                         | 10.0.14300 Technical Preview 5     | 27 апреля 2016 года                | - Mostly general refinements. Greater time accuracy in both physical and virtual machines. - Container support adds performance improvements, simplified network management, and support for Windows containers on Windows 10. - Nano Server: an updated module for building Nano Server images, including more separation of physical host and guest virtual machine functionality as well as support for different Windows Server editions. Improvements to the Recovery Console, including separation of inbound and outbound firewall rules as well as the ability to repair configuration of WinRM. - Networking: traffic to new or existing virtual appliances can now be both mirrored and routed. With a distributed firewall and Network security groups, this enables dynamically segmented and secure workloads in a manner similar to Azure. One can deploy and manage the entire Software-defined networking (SDN) stack using System Center Virtual Machine Manager. Docker can be used to manage Windows Server container networking, and associate SDN policies not only with virtual machines but containers as well. - Remote Desktop Services: a highly available RDS deployment can leverage Azure SQL Database for the RD Connection Brokers in high availability mode. - Management: ability to run PowerShell.exe locally on Nano Server (no longer remote only), new Local Users & Groups cmdlets to replace the GUI, added PowerShell debugging support, and added support in Nano Server for security logging & transcription and JEA (Just Enough Administration). - Shielded Virtual Machines: - New «Encryption Supported» mode that offers more protections than for an ordinary virtual machine, but less than «Shielded» mode, while still supporting vTPM, disk encryption, Live Migration traffic encryption, and other features, including direct fabric administration conveniences such as virtual machine console connections and Powershell Direct. - Full support for converting existing non-shielded Generation 2 virtual machines to shielded virtual machines, including automated disk encryption. - Shielded virtual machines are compatible with Hyper-V Replica. |
| 10.0.14393                         | 10.0.14393 RTM                     | 19 сентября 2016 года              | - Доступна 180-дневная ознакомительная версия - Устранены повреждения меню «Пуск» - Улучшены пользовательский интерфейс и производительность - Удалены приложения Windows Store - Экран входа теперь имеет фон - Добавлен Windows Hello - Добавлена тёмная тема |

## Аппаратные требования
Аппаратные требования Windows Server 2016 следующие:
| -                                | Минимальные                                                    | Рекомендуемые                                                                           |
| -------------------------------- | -------------------------------------------------------------- | --------------------------------------------------------------------------------------- |
| Процессор                        | 1.4 ГГц                                                        | 2 ГГц и выше                                                                            |
| ОЗУ                              | 512 МБ (2 ГБ для варианта установки «Сервер с рабочим столом») | 4 ГБ ОЗУ и выше - Максимально: 24 Tб ОЗУ (Standard, Datacenter)                         |
| Видеокарта и монитор             | 1024 x 768                                                     | 1024 x 768 и более высокое разрешение                                                   |
| Свободное место на жёстком диске | 32 ГБ                                                          | 40 ГБ и выше Сервер с более чем 16 ГБ ОЗУ требует больше места для своп- и dump-файлов. |
| Другие приводы                   | DVD-ROM                                                        | DVD-ROM                                                                                 |
| Прочие устройства                | клавиатура и мышь                                              | Клавиатура и мышь                                                                       |